# Coiled tubing drilling
Il Coiled Tubing Drilling (CTD) è stato utilizzato efficacemente per oltre 20 anni nell'industria petrolifera e la tecnologia si è evoluta per soddisfare le mutevoli esigenze del settore. CTD riprende il concetto consolidato di tubo a spirale (coiled tubing) e lo combina con la perforazione direzionale utilizzando un fluido motore per creare un sistema per la perforazione dei giacimenti petroliferi. Le testate di fondo pozzo, chiamate col termine inglese Bottom Hole Assembly (BHA), sono in grado di perforare pozzi direzionali, a S e orizzontali e possono sbloccare le riserve in campi petroliferi maturi mediante perforazione di pozzi di rientro. La perforazione di tubi a spirale è nota per la sua velocità e capacità di perforare i serbatoi in condizioni di sbilanciamento di pressione (underbalance) e CTD può ridurre i tempi di perforazione tra il 30% e il 60% rispetto agli  impianti di perforazione convenzionali. Pertanto, CTD può fornire significativi vantaggi economici.

## Vantaggi della perforazione di tubi a spirale

### Condizioni non equilibrate (underbalance)
La perforazione sottobilanciata (in under balance) è il vantaggio principale di Coiled Tubing Drilling (CTD) che la perforazione convenzionale ad aste non è in grado di replicare facilmente. CTD consente perforazioni e pompaggi continui e può aumentare il tasso di penetrazione (ROP).

### Velocità operativa
Il secondo vantaggio di CTD è la sua capacità di perforare a ROP elevati con tempo maggiore di perforazione dello scalpello. Ciò è reso possibile dal momento che non è necessario interrompere le operazioni per effettuare e interrompere le connessioni. Ciò può fornire significativi risparmi sui costi  e sia tempi di perforazione che i tempi di rig-up (montaggio e attrezzaggio dell'impianto) sono molto più rapidi con CTD, riducendo i costi e aumentando il tasso di rendimento.

### Sicurezza
Le operazioni CTD sono paragonabili favorevolmente alla perforazione convenzionale, fatta con le aste di perforazione, poiché sono necessarie meno mani sull'impianto di perforazione.

### Minore impatto ambientale
Un ulteriore vantaggio è l'impatto ambientale del CTD. L'impatto del pozzo, l'interazione umana, gli scarichi e l'inquinamento acustico ne risultano notevolmente ridotti. È inoltre possibile perforare più pozzi (multilateral wells) dallo stesso pozzo guida utilizzando un BHA direzionale e pertanto CTD offre un metodo di perforazione più sostenibile e a impatto ridotto.

## Operazioni
Il CTD è stato utilizzato in tutto il mondo in regioni come l'Alaska (USA), il Canada e nei paesi del Medio Oriente come gli Emirati Arabi Uniti, l'Oman e l'Arabia Saudita. Le applicazioni tipiche includono pozzi esauriti, scisti gassosi non convenzionali, gassificazione sotterranea del carbone e metano del letto di carbone (CBM). La tecnologia di perforazione in underbalance si abbina estremamente bene alla perforazione con coiled tubing grazie alla sua natura unica delle operazioni. L'Arabia Saudita utilizza tale tecnologia per la perforazione di pozzi di gas da ormai un decennio.

## Altri riferimenti
- Coiled tubing
- Industria petrolifera